# Ferrovie Seibu
Le Ferrovie Seibu s.p.a. (西武鉄道株式会社?, Seibu Tetsudō Kabushiki-gaisha) sono un'azienda giapponese di trasporti ferroviari nella grande Area di Tokyo con sede a Tokorozawa (Saitama). Il network ferroviario serve principalmente l'area nord-ovest di Tokyo e della prefettura di Saitama, e il nome "Seibu" è un'abbreviazione per "Musashi ovest", dal nome dell'antica provincia che corrispondeva all'area. Oltre che di trasporti ferroviari, la compagnia si occupa di bus, hotel e servizi turistici.

## Storia
Le ferrovie Seibu furono fondate nel 1894 con la ferrovia Kawagoe fra Kokubunji e Kawagoe. Negli anni seguenti la Seibu costruì e operò un vario numero di linee basate su Shinjuku. Nel 1943 la compagnia si unì con la Ferrovia Musashino, operante sulla linea Ikebukuro - Hanno dal 1915. La Ferrovia Musashino si rinominò con il nome di Ferrovie Seibu, anche se le operazioni dei du gruppi rimanevano separate.
Il 21 dicembre 2005 gli azionari delle ferrovie Seibu votarono per rimuovere il controllo della ferrovia dalla Kokudo e da Yoshiaki Tsutsumi, il quale ricevette la sentenza di prigione per manipolazione del mercato. La riorganizzazione della compagnia, completata nel febbraio 2006, creò la Seibu Holdings che controlla sia il business ferroviario che quello alberghiero dei Prince Hotels. La società partecipante più grande è la statunitense Cerberus Group con una quota del 29.9% di share.

## Rete ferroviaria

La rete ferroviaria Seibu

La rete delle ferrovie Seibu ammonta a 179.8 km. Le linee ferroviarie vengono divise in due gruppi, quelle che hanno come termine la stazione di Shinjuku, dette Linee Shinjuku, e quelle aventi come capolinea Ikebukuro chiamate quindi Linee Ikebukuro. La stazione di Tokorozawa è il punto di incrocio delle due reti. La compagnia è nota per i suoi treni colorati di giallo, anche se gli ultimi convogli sono spesso di colore blu o in tinta alluminio o acciaio. Oltre alle linee afferenti ai gruppi sopra citati, la compagnia gestisce anche la linea Tamagawa, completamente separata dal resto della rete, e il people mover Yamaguchi.
| Simbolo          | Linea                    | Nome in giapponese                                                                         | Percorso                                                               | Stazioni         | Lunghezza (in km) |
| Gruppo Ikebukuro | Gruppo Ikebukuro         | Gruppo Ikebukuro                                                                           | Gruppo Ikebukuro                                                       | Gruppo Ikebukuro | Gruppo Ikebukuro  |
| ---------------- | ------------------------ | ------------------------------------------------------------------------------------------ | ---------------------------------------------------------------------- | ---------------- | ----------------- |
|                  | Ikebukuro                | 西武池袋線                                                                                 | Ikebukuro - Nerima - Tokorozawa - Nishi-Tokorozawa - Hannō - Agano     | 31               | 57,8              |
| Yūrakuchō        | 西武有楽町線             | (Servizi diretti con linee Tokyo Metro Yūrakuchō e Fukutoshin) - Kotake-Mukaihara - Nerima | 3                                                                      | 2,6              |                   |
| Toshima          | 西武豊島線               | Nerima - Toshimaen                                                                         | 2                                                                      | 1                |                   |
| Sayama           | 西武狭山線               | Nishi-Tokorozawa - Seibu Kyūjō-mae                                                         | 3                                                                      | 4,2              |                   |
| Chichibu         | 西武秩父線               | Agano - Seibu Chichibu - (Servizi diretti con linea Chichibu)                              | 6                                                                      | 19               |                   |
| Gruppo Shinjuku  |                          |                                                                                            |                                                                        |                  |                   |
|                  | Shinjuku                 | 西武新宿線                                                                                 | Seibu-Shinjuku - Kodaira - Higashi-Murayama - Tokorozawa - Hon-Kawagoe | 29               | 47,5              |
| Haijima          | 西武拝島線               | Kodaira - Agiyama - Ogawa - Haijima                                                        | 8                                                                      | 14,3             |                   |
|                  | Kokubunji                | 西武国分寺線                                                                               | Kokubunji - Ogawa - Higashi-Murayama                                   | 5                | 7,8               |
| Seibuen          | 西武園線                 | Higashi-Murayama - Seibuen                                                                 | 2                                                                      | 2,4              |                   |
|                  | Tamako                   | 西武多摩湖線                                                                               | Kokubunji - Hagiyama - Seibu Yūenchi                                   | 7                | 9,2               |
| Altre linee      |                          |                                                                                            |                                                                        |                  |                   |
|                  | Tamagawa                 | 西武多摩川線                                                                               | Musashi-Sakai - Koremasa                                               | 6                | 8                 |
|                  | Yamaguchi (People Mover) | 西武山口線                                                                                 | Seibu Yūenchi - Seibu Kyūjō-mae                                        | 3                | 2.8               |

## Materiale rotabile

### Elettrotreni

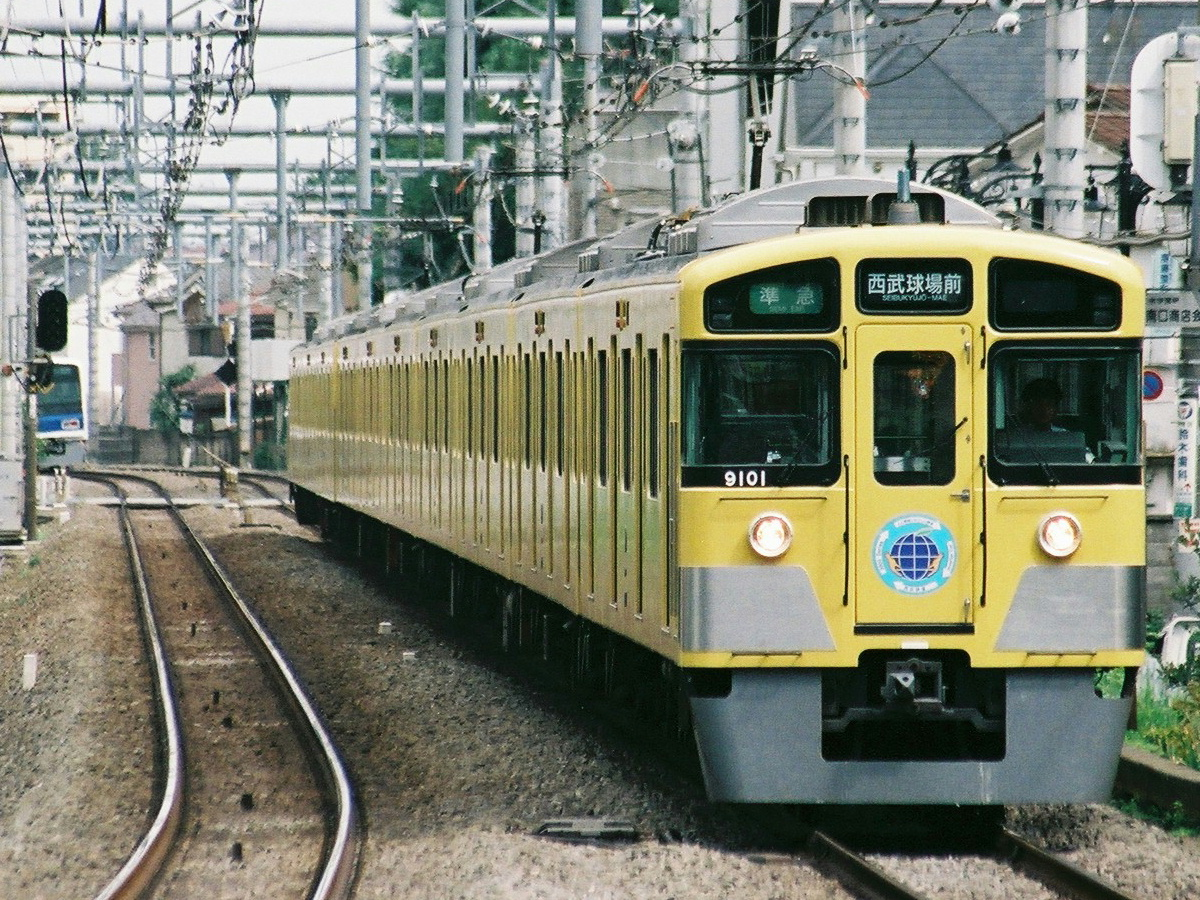
Seibu serie 001 (dal 2019)
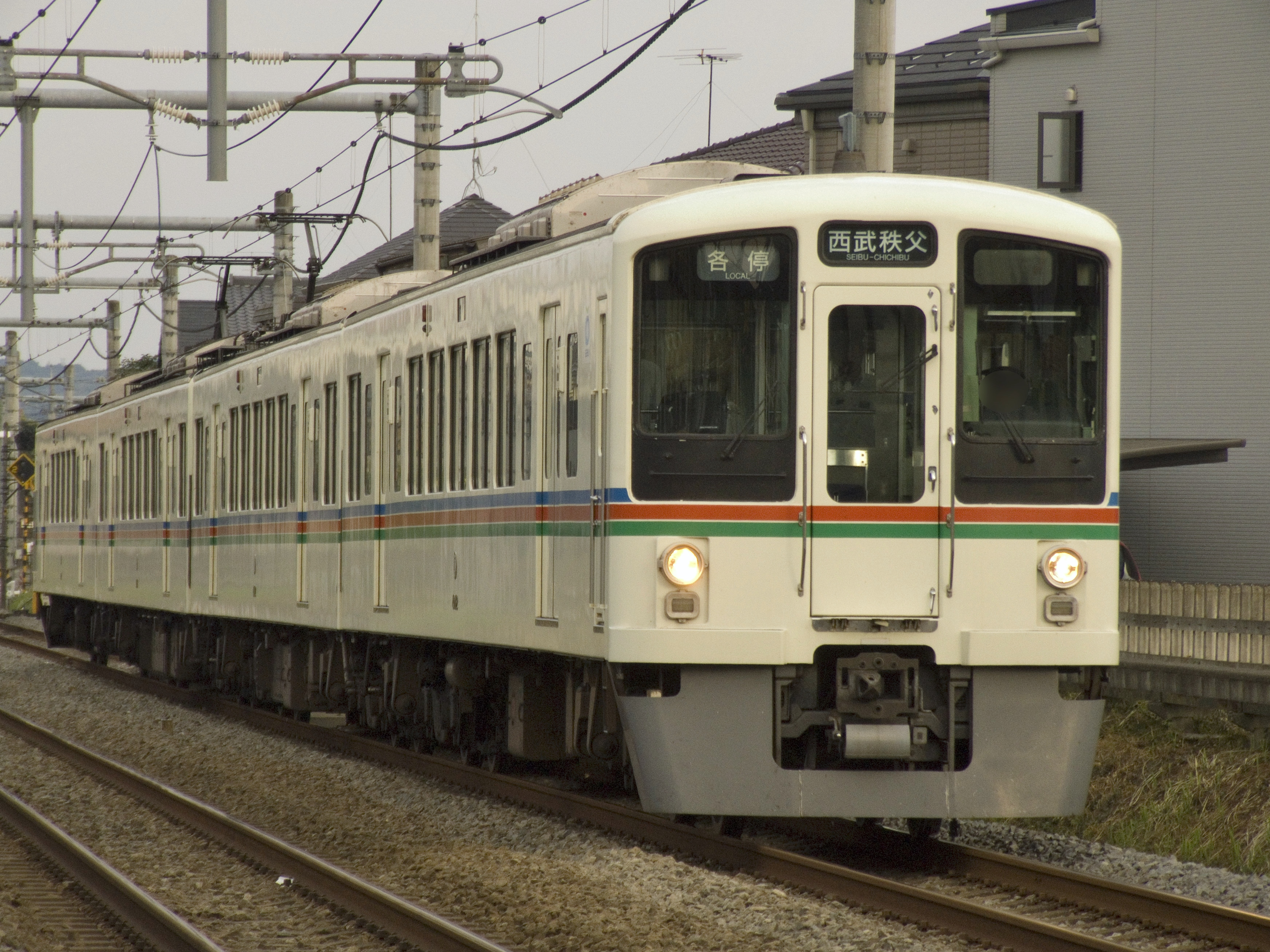
Seibu serie 40000 (dal 2017)
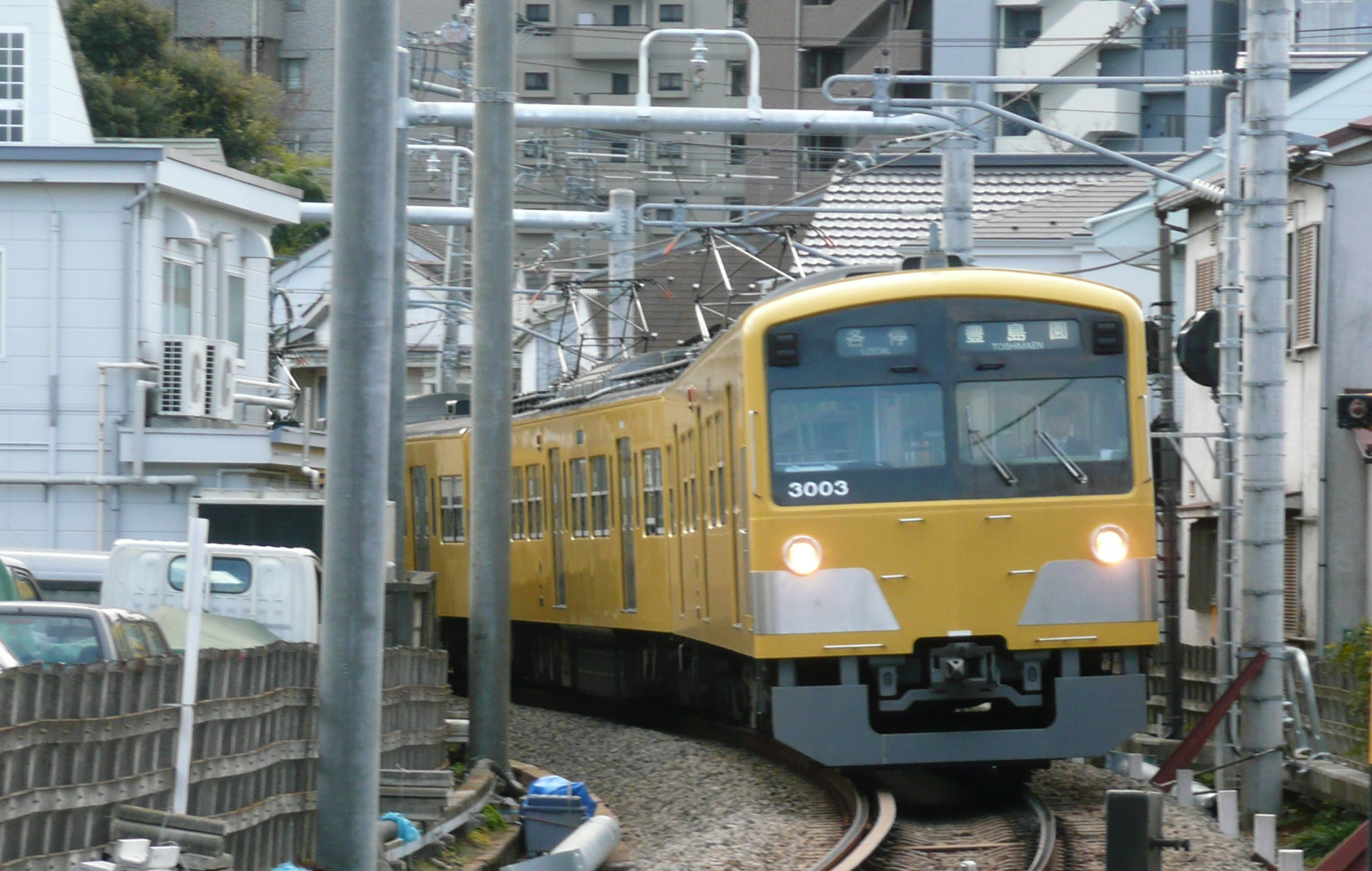
Seibu serie 30000 (dal 2008)
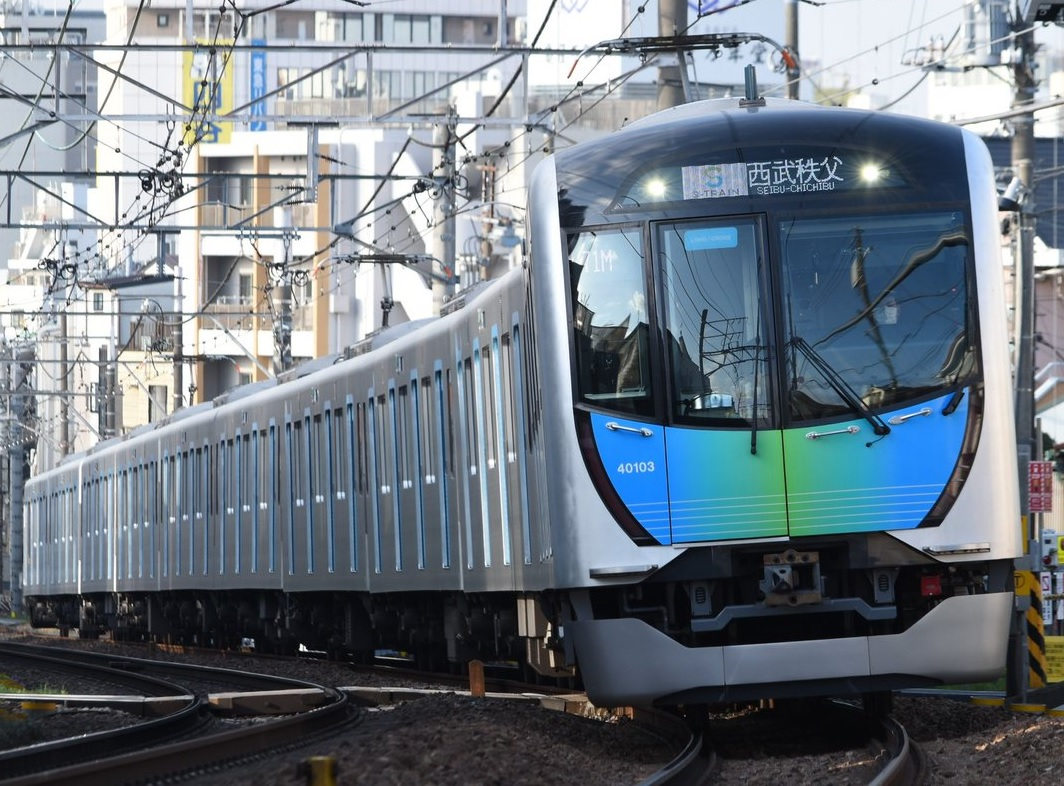
Seibu serie 20000 (dal 2000)
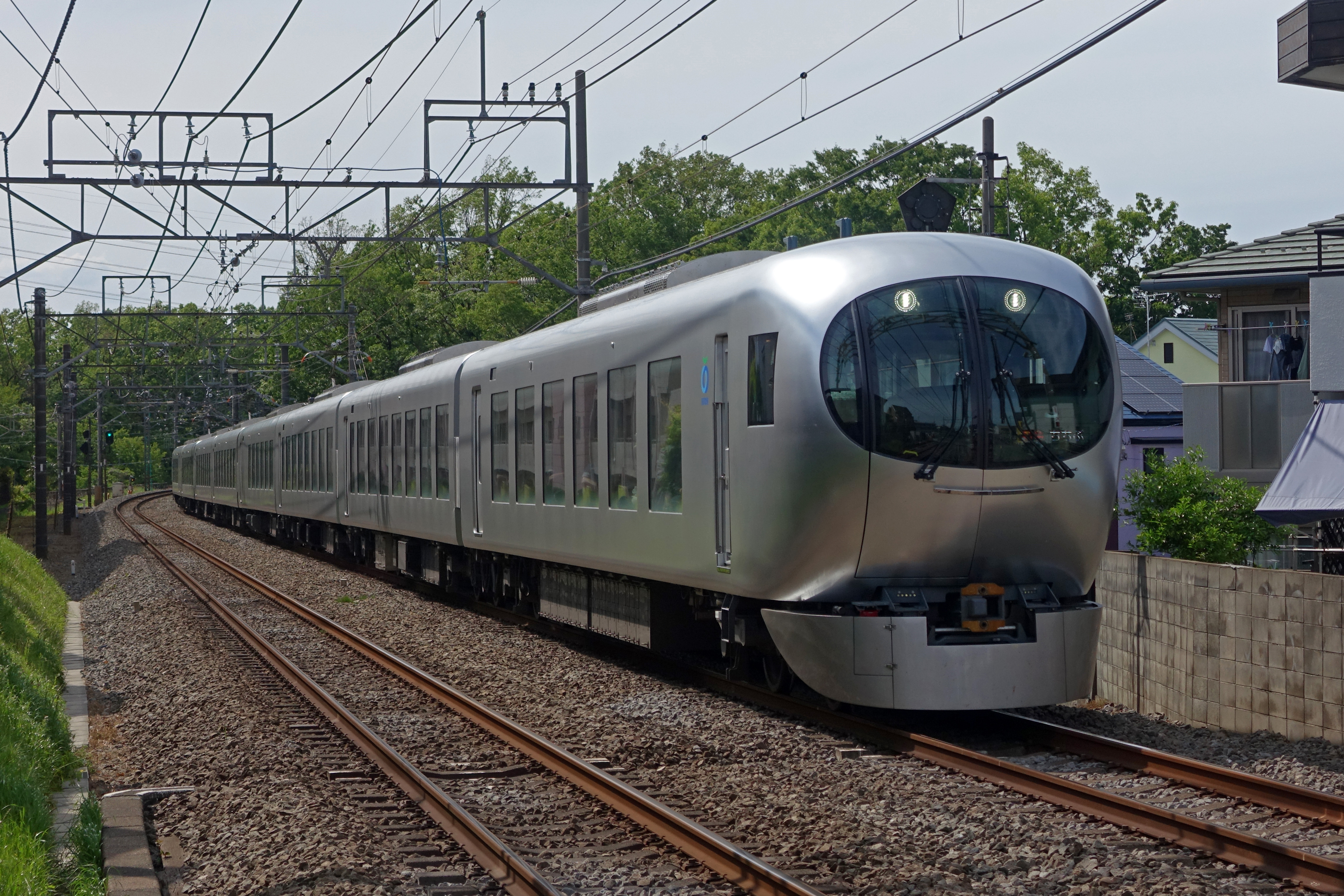
Seibu serie 10000 (dal 1993)
- Seibu serie 9000 (dal 1993)
- Seibu serie 6000 (dal 1992)
- Seibu serie 4000 (dal 1988)
- Seibu serie 3000 (dal 1983)
- Seibu serie 2000 (dal 1977)
- Seibu serie 101 (dal 1969)

- Serie 9000
- Serie 4000
- Serie 3000
- Serie 40000
- Serie 001

## Tariffe
Biglietto standard (adulto)
| km    | Prezzo (Yen) |
| ----- | ------------ |
| 1–4   | 140          |
| 5–8   | 170          |
| 9–12  | 200          |
| 13–16 | 230          |
| 17–20 | 260          |
| 21–24 | 290          |
| 25–28 | 330          |
| 29–32 | 360          |
| 33–36 | 390          |
| 37–40 | 420          |
| 41–44 | 450          |
| 45–48 | 480          |
| 49–52 | 510          |
| 53–56 | 540          |
| 57–60 | 580          |
| 61–64 | 610          |
| 65–68 | 650          |
| 69–72 | 680          |
| 73–76 | 720          |
| 77–81 | 750          |

## Compagnie affiliate
- Prince Hotels
- Seibu Construction
- Seibu Bus
- Saitama Seibu Lions (squadra di baseball)
- Seibu Real Estate
- Seibu Trading